# Ємельянов Дмитро Сидорович
Ємельянов Дмитро Сидорович (нар. 10 лютого 1906, с. Соколово, Смоленська область, Російська імперія — пом. 1979, м. Санкт-Петербург,РСФРР) — фахівець з гірничої промисловості, директор Ленінградського (1939—1950) і Харківського (1956—1963) гірничих інститутів.

## Біографія
Дмитро Ємельянов народився 10 лютого 1906 р. у селі Соколово Смоленської області.
У 1930 р. він закінчує Соболєвський педагогічний технікум і вступає до Московського гірничого інституту ім. Й. Сталіна.
Після здобуття вищої освіти, у період з 1935 по 1938 рр. працює старшим інженером в Інституті рідких і малих металів у м. Москва.
Продовжив своє навчання в аспірантурі Московського гірничого інституту та паралельно був науковим співробітником лабораторії збагачення інституту та її завідувачем.
У 1939 р. Дмитро Ємельянов захистив дисертацію на здобуття наукового ступеню кандидата наук.
У період з 1939 по 1950 рр. він — директор Ленінградського гірничого інституту.
З лютого 1951 р. його переводять до Харківського гірничого інституту, де він понад 10 років очолював кафедру збагачення корисних копалин (1951–1964), а у 1956 р. його призначили на посаду директора цього закладу вищої освіти, яку він обіймав до 1963 р..
У 1959 р. Дмитро Ємельянов захистив докторську дисертацію за темою «Теоретичні основи флотації кам'яного вугілля», а з 1960 р. отримав вчене звання професора.
У 1963 р. за станом здоров'я звільнився з посади ректора ХІГМАОТу.
Впродовж 1964—1972 рр. Дмитро Ємельянов — професор кафедри збагачення корисних копалин Ленінградського гірничого інституту.
У 1979 р. він помер, його поховали у передмісті Санкт-Петербурга.

## Творчий доробок
Дмитро Ємельянов є автором понад 66 праць: чотирьох авторських свідоцтв, низки статей, монографій і навчальних посібників серед яких:
- Ємельянов Д. Деякі питання теорії флотації вугілля (1953),
- Ємельянов Д. Теорія і практика флотації вугілля (1954),
- Ємельянов Д. Флотація кам'яного вугілля (1956),
- Ємельянов Д. Теоретичні основи кам'яного вугілля (1958)

З його ініціативи в інституті було відкрито нову спеціальність «Збагачення корисних копалин» та обладнано необхідні лабораторії.

## Нагороди
- орден Трудового Червоного Прапора (1944);
- орден Леніна (1948);
- орден «Знак Пошани» (1961);
- медаль «За оборону Ленінграда» (1944),
- медаль «За доблесну працю у Великій Вітчизняній війні» (1946),
- медаль «За трудову відзнаку» (1948).
- знак «Шахтарська слава» II ст. (1959)